# Bob Esponja Pantalones Cuadrados
Bob Esponja (en Inglés: SpongeBob SquarePants) es un personaje ficticio estadounidense y el protagonista de la serie de televisión animada de su mismo nombre. Con la voz de Tom Kenny, se caracteriza por su optimismo y actitud infantil. Al personaje se le ve comúnmente saliendo con su amigo Patricio Estrella, trabajando en el Krusty Krab y asistiendo a la escuela de navegación de la Sra. Puff.
Bob Esponja fue creado y diseñado por Stephen Hillenburg, artista y educador en ciencias marinas. El nombre del personaje se deriva de «Bob la Esponja», el presentador de su libro educativo inédito, The Intertidal Zone. Dibujó el libro mientras enseñaba biología marina a los visitantes del Ocean Institute durante la década de 1980. Comenzó a desarrollar un programa basado en la premisa poco después de la cancelación de La vida moderna de Rocko en 1996, que dirigió Hillenburg. La primera aparición del protagonista fue en el piloto «Help Wanted», que se estrenó el 1 de mayo de 1999. Bob Esponja se ha vuelto popular entre niños y adultos. Ha obtenido una respuesta positiva de los críticos de los medios y con frecuencia se le nombra como uno de los personajes de dibujos animados más importantes de todos los tiempos.

## Papel en la serie
Bob Esponja es una esponja marina bondadosa, ingenua y entusiasta. En The SpongeBob Musical, se identifica su especie exacta de animal: Aplysina fistularis, una porífero tubular amarilla que es común en aguas abiertas. Reside en la ciudad submarina de Fondo de Bikini con otras criaturas acuáticas antropomórficas. Trabaja como cocinero en un restaurante local de comida rápida, el Krusty Krab, al que tiene un apego obsesivo, mostrando devoción por él por encima de otros restaurantes. Su jefe es Eugene Krabs, un cangrejo codicioso que, sin embargo, lo trata como a un hijo. Calamardo Tentáculos, un pulpo, y su vecino amargado y de mal genio, trabaja como cajero del restaurante. Los pasatiempos de Bob Esponja incluyen pescar medusas, practicar kárate con su amiga Arenita Mejillas (una ardilla de Texas), y hacer burbujas.
A menudo se ve dando vueltas con su mejor amigo, la estrella de mar Patricio Estrella, uno de sus vecinos. Bob Esponja vive en una piña sumergida en el mar con su caracol mascota, Gary. Su ilimitado optimismo le lleva a menudo a percibir el resultado de numerosos esfuerzos y la personalidad de quienes le rodean como más felices de lo que realmente son. Él cree, por ejemplo, que Calamardo Tentáculos disfruta de su compañía a pesar de que claramente siente una intensa aversión por él (aunque se ha demostrado que se llevan bien en raras ocasiones). El mayor objetivo del protagonista en la vida es obtener su licencia de conducir en la escuela de navegación de la Sra. Puff, pero a menudo entra en pánico y se estrella cuando conduce un bote.

## Personaje

### Concepción

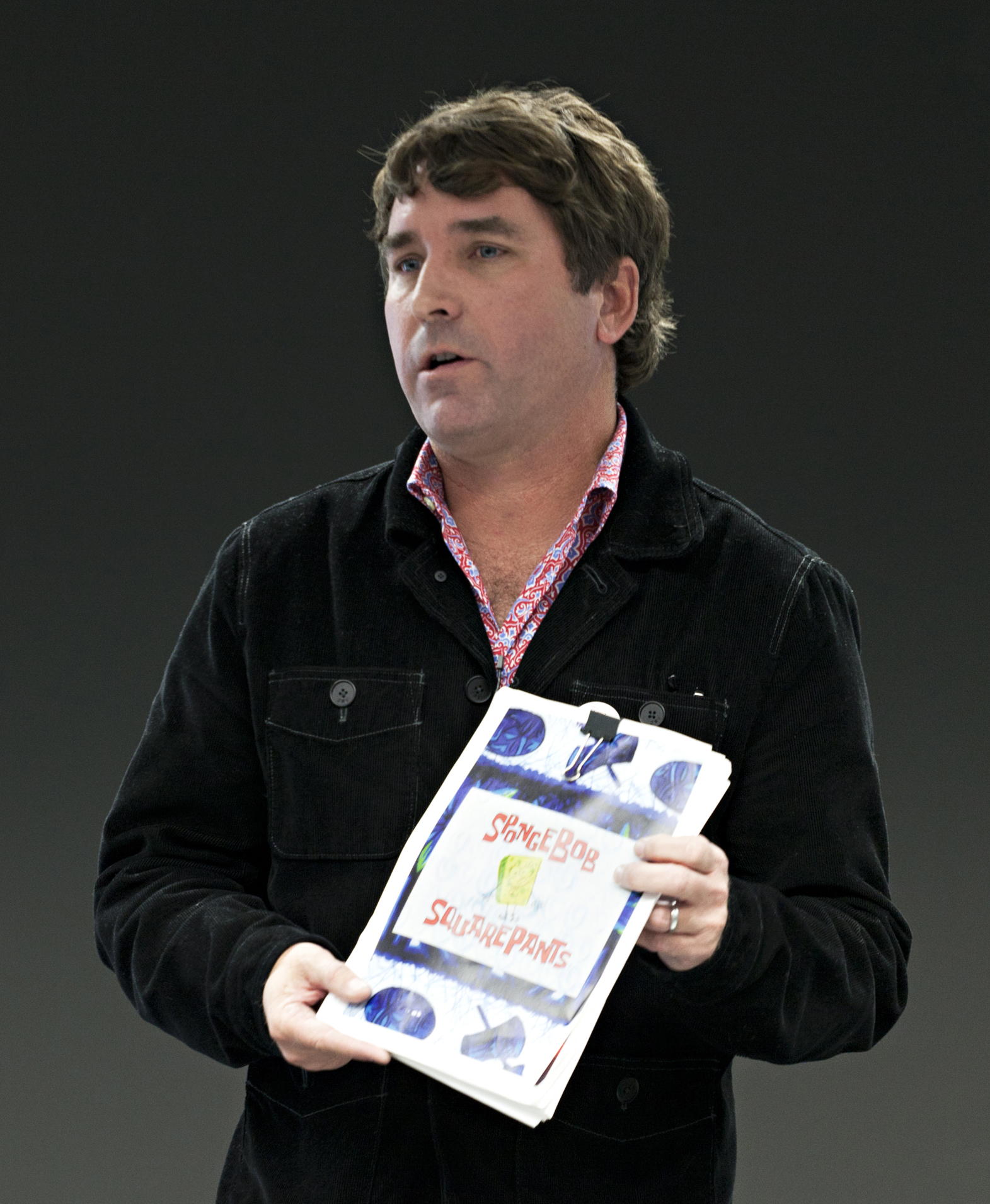
Stephen Hillenburg, creador de Bob Esponja

Stephen Hillenburg quedó fascinado con el océano cuando era niño. Comenzó a desarrollar sus habilidades artísticas desde muy joven. Durante la universidad, estudió biología marina y se especializó en arte. Planeaba regresar a la escuela de posgrado y en algún momento obtener una maestría en arte. Después de graduarse en 1984 en la Universidad Estatal de Humboldt, se unió al Ocean Institute, una organización en Dana Point (California), dedicada a educar al público sobre las ciencias marinas y la historia marítima. Mientras estaba allí, tuvo la idea inicial que conduciría a la creación de Bob Esponja—un cómic titulado The Intertidal Zone. El presentador del cómic era «Bob la Esponja» quien, a diferencia del personaje, parecía una esponja de mar real. En 1987, dejó el instituto para seguir una carrera de animación.
Unos años después de estudiar animación experimental en el Instituto de las Artes de California, Hillenburg conoció a Joe Murray, el creador de La vida moderna de Rocko, en un festival de animación, y le ofrecieron un trabajo como director de la serie. Mientras trabajaba en la serie, conoció al escritor Martin Olson, quien vio su cómic anterior The Intertidal Zone. A Olson le gustó la idea y sugirió a él crear una serie de animales marinos, lo que impulsó su decisión de crear Bob Esponja. Hillenburg no pensó en hacer una serie basada en The Intertidal Zone en ese momento, le dijo más tarde a Thomas F. Wilson en una entrevista, «un programa... Ni siquiera había pensado en hacer un programa... y no era mi programa». Afirmó más tarde que ha sido «la inspiración para el espectáculo».
La vida moderna de Rocko terminó en 1996. Poco después, comenzó a trabajar en la serie. Comenzó a dibujar y tomó algunos de los personajes del programa de su cómic, como estrellas de mar, cangrejos y esponjas. En ese momento, él sabía que «todo el mundo estaba haciendo programas de amigos», como The Ren & Stimpy Show. Dijo: «No puedo hacer un programa de amigos», por lo que decidió hacer un programa de «un solo personaje». Concibió una esponja como personaje principal porque le gustaba su «versatilidad... como animal». Hillenburg derivó el nombre del personaje de Bob la Esponja, el presentador de su tira cómica The Intertidal Zone, después de cambiarlo de SpongeBoy por problemas de marcas.

### Creación y diseño

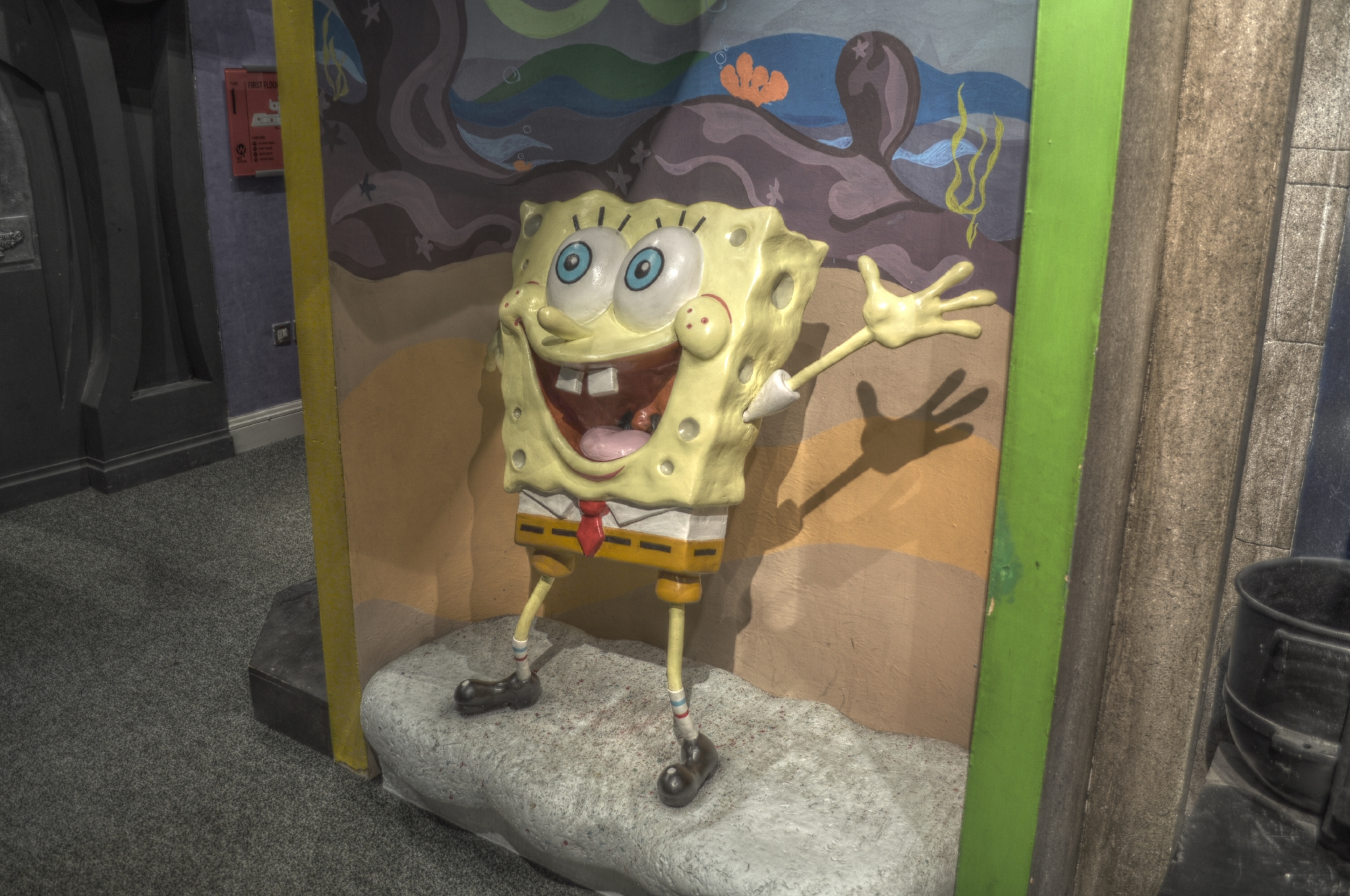
Estatua de cera de Bob Esponja en el Museo Nacional de Cera Plus, en Dublín (Irlanda)

Hillenburg había hecho varias «imitaciones horribles» antes de concebir finalmente su personaje. Comparó el concepto con El Gordo y el Flaco y Pee-wee Herman y dijo: «Creo que Bob Esponja [nació] de mi amor por los cortos del Gordo y el Flaco. Tienes ese tipo de situación de amigo idiota – eso fue una gran influencia. Bob Esponja se inspiró en ese tipo de personaje: el Inocente – al estilo Stan Laurel».
El primer boceto conceptual mostraba al personaje con un sombrero rojo con una base verde y una camisa blanca con corbata. La mirada de Bob Esponja cambió gradualmente. También usó los pantalones marrones utilizados en el diseño final. Bob Esponja fue diseñado para ser un personaje infantil, tonto y optimista en un estilo similar al que hizo famoso Jerry Lewis.
Originalmente, el personaje iba a llamarse SpongeBoy (y la serie se llamaría SpongeBoy Ahoy!), pero este nombre ya estaba en uso para otro producto. Esto se descubrió después de que se grabara la actuación de voz para el piloto original de siete minutos. Al enterarse de esto, Hillenburg supo que el nombre del personaje todavía tenía que contener «Esponja» para que los espectadores no lo confundieran con un «Hombre del queso». En 1997, decidió utilizar el nombre «Bob Esponja» con «PantalonesCuadrados» como apellido, refiriéndose este último a la forma cuadrada del personaje y que «suena bien».
Antes de encargar Bob Esponja como una serie completa, los ejecutivos de Nickelodeon insistieron en que no sería popular a menos que el personaje principal fuera un niño que iba a la escuela. Stephen Hillenburg recordó en 2012 que Nickelodeon le dijo: «Nuestra fórmula ganadora es la animación sobre niños en la escuela... Queremos que pongas a Bob Esponja en la escuela». Hillenburg estaba listo para «abandonar» Nickelodeon y abandonar la serie ya que quería que Bob Esponja fuera un personaje adulto. Finalmente se comprometió al agregar un nuevo personaje al elenco principal, la Sra. Puff, que es la profesora de conducción de barcos de Bob Esponja. Hillenburg estaba contento con el compromiso y dijo: «Una cosa positiva para mí que surgió fue [cómo trajo] un nuevo personaje, la Sra. Puff, a quien amo».
Los episodios de 2000 y 2001 dieron la fecha de nacimiento de Bob Esponja como el 14 de julio de 1986, aunque su edad no queda clara a lo largo de la serie. Bob Esponja ha demostrado capacidad para cambiar de forma, por ejemplo, adoptando la forma de Texas o la de sus amigos.

### Voz

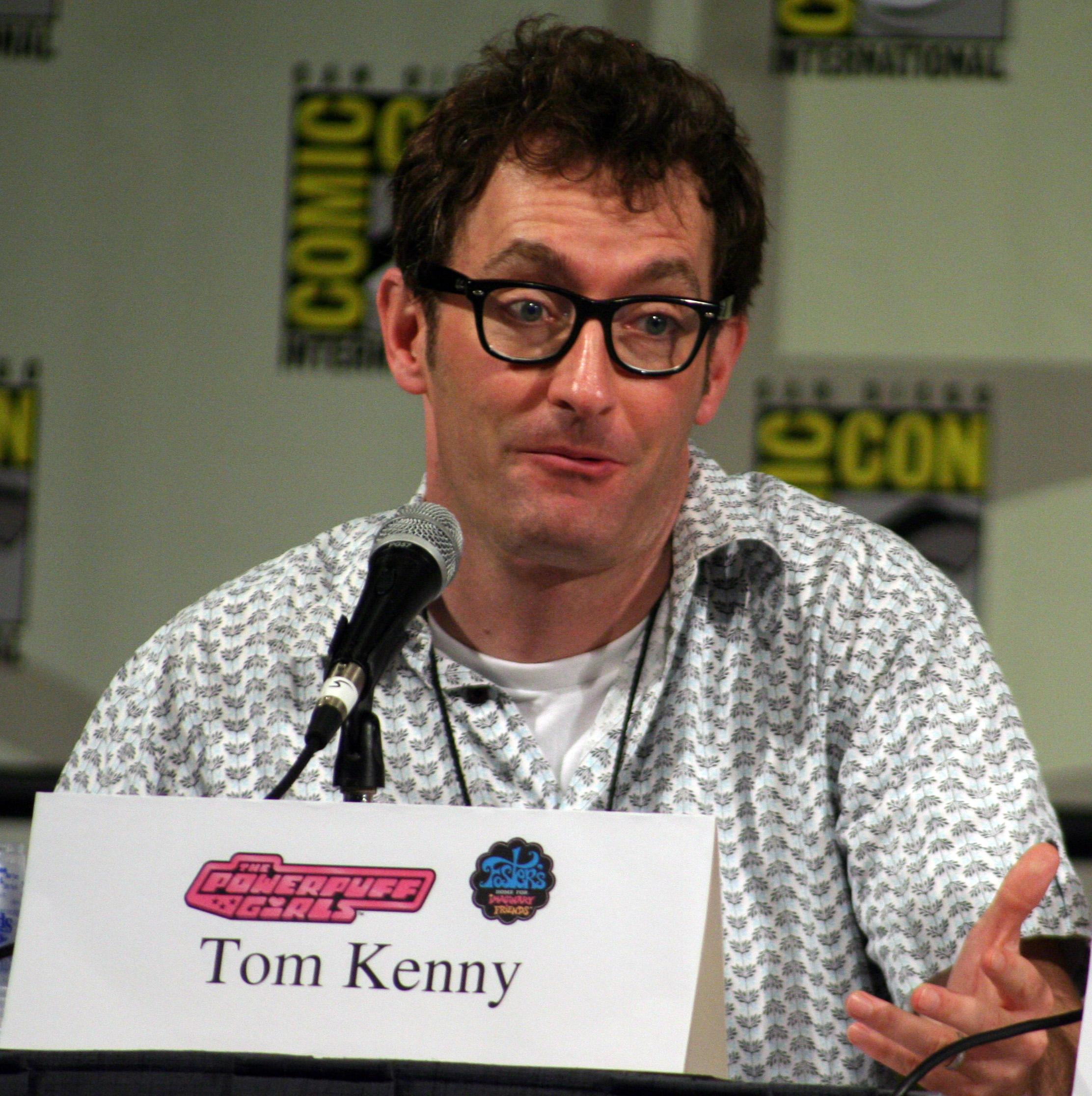
Tom Kenny proporciona la voz de Bob Esponja.

Bob Esponja tiene la voz del veterano actor de doblaje Tom Kenny, que había trabajado anteriormente con Hillenburg en La vida moderna de Rocko. Cuando Hillenburg creó Bob Esponja, se acercó a Kenny para darle voz al personaje. Hillenburg utilizó la personalidad de Kenny y de otras personas mientras creaba la de Bob Esponja.
Kenny dijo en un episodio de WTF con Marc Maron que la voz se basó en un actor enano amargado que encontró mientras hacía una audición para un comercial de televisión. Kenny había usado originalmente la voz de Bob Esponja para un personaje secundario de fondo en La vida moderna de Rocko. Al principio, Kenny olvidó la voz porque sólo la había usado en esa ocasión. Sin embargo, Hillenburg lo recordó cuando se le ocurrió Bob Esponja y reprodujo un videoclip del episodio de Rocko para recordarle a Kenny la voz. Cuando Hillenburg escuchó a Kenny hacer la voz, dijo: «Eso es todo, no quiero escuchar a nadie más hacer la voz. Tenemos a Bob Esponja». Kenny recordó que Nickelodeon no estaba seguro de su casting y dijo: «Bueno, escuchemos a 100 personas más». La cadena esperaba encontrar una celebridad para el papel. Kenny señaló: «Pero una de las ventajas de tener un creador fuerte es que el creador puede decir: 'No, eso me gusta, no me importan las celebridades'». Kenny recuerda que Hillenburg «les hizo saber eso en términos muy claros». La risa aguda de Bob Esponja fue diseñada específicamente para ser única según Kenny. Querían una risa molesta en la tradición de Popeye y el Pájaro Loco.
A lo largo de la serie, la voz de Bob Esponja evolucionó de «discreta» a aguda. Kenny dijo: «Escucho el cambio... Es más que nada una cuestión de tono». Dijo que «es inconsciente de mi parte» porque «no me despierto y pienso: 'Hmm, hoy voy a cambiar la voz de Bob Esponja, sólo porque sí». Lo describió como «como la erosión: un proceso muy lento. A medida que pasa el tiempo, necesitas llevarlo a diferentes lugares y a más lugares, cuantas más historias y guiones hagas». Al comparar los episodios de la primera temporada con los de la séptima temporada, Kenny dijo que «hay un pequeño cambio [en la voz], pero no creo que sea tan extremo en absoluto».
Cuando Bob Esponja se preparó para su transmisión en otros idiomas además del inglés, los actores de voz que doblaban la voz de Bob Esponja utilizaron la interpretación del personaje de Tom Kenny como punto de partida, pero agregaron elementos únicos. Por ejemplo, en la versión francesa de la serie, Bob Esponja habla con un ligero ceceo al estilo del Pato Lucas.

## Recepción

### Recepción de la crítica
Durante la primera ejecución de la serie, el personaje de Bob Esponja se hizo instantáneamente popular entre niños y adultos. En junio de 2010, Entertainment Weekly lo nombró uno de los «100 personajes más importantes de los últimos 20 años». TV Guide incluyó a Bob Esponja en el puesto número nueve de su lista de los «50 personajes de dibujos animados más grandes de todos los tiempos».
James Poniewozik, de la revista Time, consideraba al personaje «el anti-Bart Simpson, temperamental y físicamente: su cabeza es tan cuadrada y ordenada como la de Bart es rebelde, y tiene una personalidad a la altura: concienzudo, optimista y ciego a los defectos del mundo y de quienes lo rodean». La crítica del New York Times, Joyce Millman, dijo: «Su implacable buen humor sería irritante si no fuera tan condenadamente adorable y su mundo tan excelentemente extraño... Al igual que Pee-wee's Playhouse, Bob Esponja baila alegremente en la delgada línea entre la niñez y la edad adulta, la ingenuidad y lo camp, lo deformado y lo dulce». Robert Thompson, profesor de comunicaciones y director del Centro para el Estudio de la Televisión Popular de la Universidad de Siracusa, dijo a The New York Times:

Hay algo único en [Bob Esponja]. Parece un soplo refrescante de la era anterior a la ironía. No hay ningún sentido de codo en costilla, una estética irónica que tanto impregna el resto de la cultura estadounidense, incluidos los programas infantiles como los Rugrats. Creo que lo subversivo es que es increíblemente ingenuo, deliberado. Debido a que no hay nada en él que intente ser moderno o genial o cualquier otra cosa, se le puede injertar lo moderno.

En una entrevista de 2007 con TV Guide, Barack Obama nombró a Bob Esponja su personaje de televisión favorito y dijo que Bob Esponja era «el programa que veo con mis hijas».

### Críticas y controversias
En 2005, un vídeo promocional que mostraba a Bob Esponja junto con otros personajes de programas infantiles cantando juntos para promover la diversidad y la tolerancia, fue criticado por un grupo fundamentalista cristiano en los Estados Unidos porque sentían que el personaje de Bob Esponja estaba siendo utilizado como defensor de la homosexualidad, aunque el vídeo no contenía «ninguna referencia al sexo, estilo de vida o identidad sexual». James Dobson de Focus on the Family acusó a los creadores del video de promover la comunidad LGBT porque un grupo de derechos de los gais había patrocinado el audiovisual.
El incidente llevó a la pregunta de si el personaje es homosexual. En 2002, cuando la popularidad de Bob Esponja entre los varones gais creció, Hillenburg negó la sugerencia. Aclaró que considera que el personaje es «un tanto asexual». Se ha demostrado en varios episodios que Bob Esponja regenera sus extremidades y se reproduce «brotando», como lo hacen las esponjas reales. Después de los comentarios de Dobson, Hillenburg repitió su afirmación de que la preferencia sexual nunca fue considerada durante la creación del programa. Tom Kenny y otros miembros de la producción estaban conmocionados y sorprendidos de que hubiera surgido tal problema.
Dobson dijo más tarde que sus comentarios fueron sacados de contexto y que sus quejas originales no fueron con Bob Esponja ni con ninguno de los personajes del video sino con la organización que lo patrocinó, la We Are Family Foundation. Señaló que la fundación había publicado material pro-gay en su sitio web, pero luego lo eliminó. Después de la controversia, John H. Thomas, ministro general y presidente de la Iglesia Unida de Cristo, dijo que darían la bienvenida a Bob Esponja a su ministerio. Expresó: «Jesús no rechazó a la gente. Nosotros tampoco».
Jeffrey P. Dennis, autor del artículo de la revista, argumentó: «Lo mismo que hacemos todas las noches: significando el deseo entre personas del mismo sexo en dibujos animados de televisión», que Bob Esponja y Arenita no están románticamente enamorados y agregó que creía que Bob Esponja y Patricio «están combinado con una intensidad posiblemente erótica». Dennis notó que los dos «no están codificados consistentemente como parejas románticas», ya que viven en residencias separadas y tienen distintos grupos de amigos, pero afirmó que en la serie, «la posibilidad del deseo entre personas del mismo sexo nunca se excluye». Martin Goodman de la revista Animation World describió los comentarios de Dennis sobre Bob Esponja y Patricio como «interesantes».
En abril de 2009, en asociación con Burger King y Nickelodeon, la empresa de comida rápida lanzó un anuncio en el que aparecían Bob Esponja y Sir Mix-a-Lot cantando «Baby Got Back». Padres molestos y la Campaña por una Infancia Libre de Comerciales protestaron contra el comercial por ser sexista e inapropiadamente sexual, especialmente considerando que el fanbase de Bob Esponja incluye niños en edad preescolar. Susan Linn, directora de la Campaña por una Infancia Libre de Comerciales, dijo: «Ya es bastante malo que las empresas utilicen un querido personaje mediático como Bob Esponja para promover la comida chatarra entre los niños, pero es absolutamente reprensible cuando ese personaje promueve simultáneamente cosas cosificadas y sexualizadas. Imágenes de mujeres». En una declaración oficial publicada por Burger King, la compañía afirmó que la campaña estaba dirigida a los padres.
Después de que Nickelodeon compartiera un tuit de celebración del Mes del Orgullo en el que aparecía Bob Esponja con una corbata con los colores del arco iris en junio de 2020, los usuarios en línea creyeron que era la forma que tenía la cadena de anunciar silenciosamente que el personaje era gay. El mensaje decía: «Celebrando el #Orgullo con la comunidad LGBTQ+ y sus aliados este mes y todos los meses Rainbow», y junto con Bob Esponja, incluía fotos del actor transgénero Michael D. Cohen, quien interpreta a Schwoz Schwartz en Henry Danger, y Korra del programa derivado de Avatar, La leyenda de Korra, que tiene una relación con personas del mismo sexo en la serie; un collage de colores del arco iris, que parece como si todos fueran parte de la comunidad LGBTQ. Este tuit recibió una gran cantidad de reacciones negativas por parte de padres de familia.

### Impacto y legado cultural

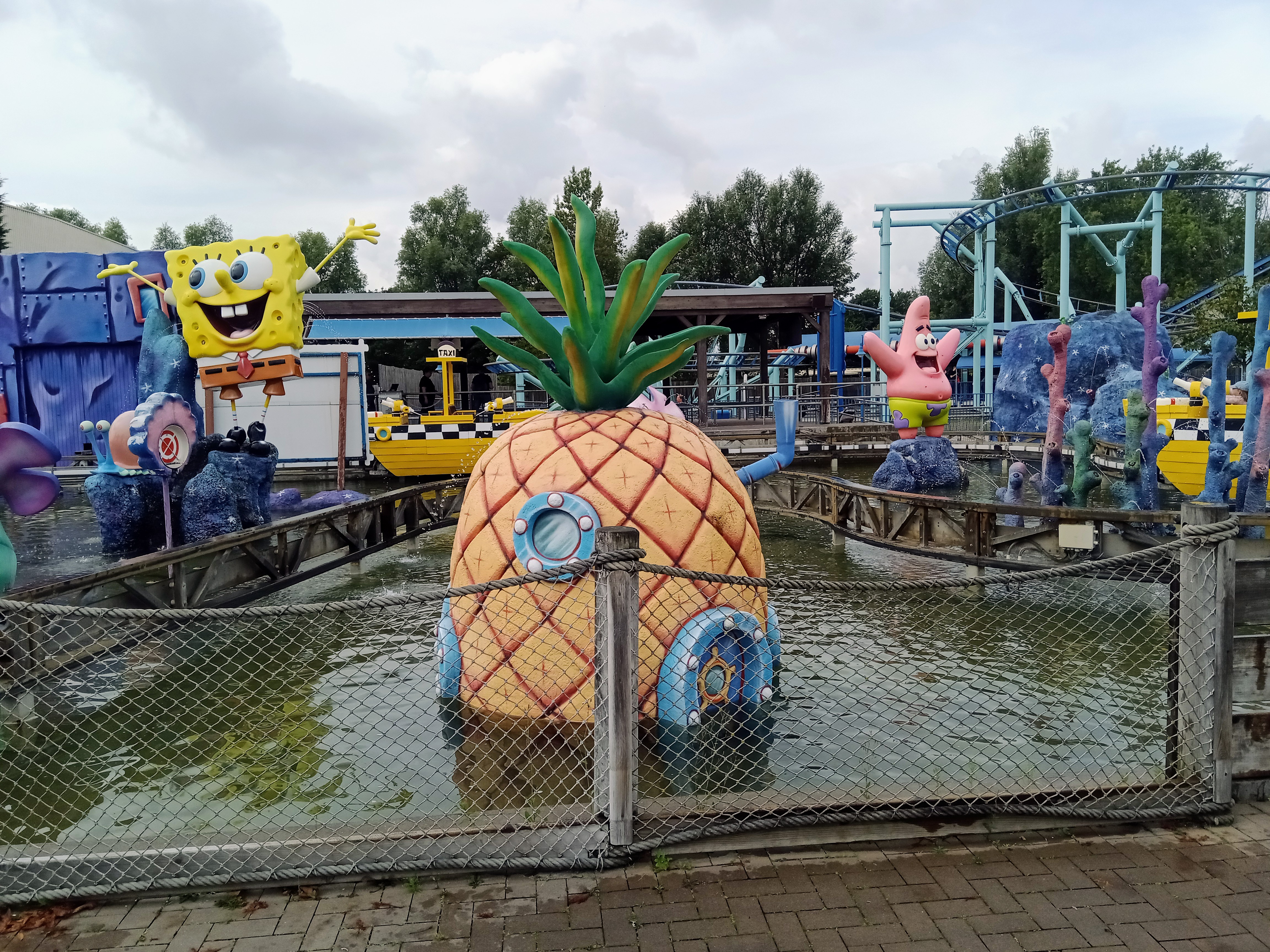
Atracción Bob Esponja SquarePants Splash Bash en el parque temático Movie Park Germany, Bottrop, Alemania.

A lo largo de la carrera de Bob Esponja, el personaje de Bob Esponja se volvió muy popular entre los espectadores de todas las edades. Su popularidad se extendió desde el grupo demográfico original de Nickelodeon, de niños de dos a once años, hasta adolescentes y adultos, fue popular en los campus universitarios y entre celebridades como Sigourney Weaver y Bruce Willis. Stephanie Zacharek de Salon.com siente que la inocencia pura de Bob Esponja es lo que lo hace tan atractivo. Bob Esponja también se hizo popular entre los hombres homosexuales, a pesar de que Stephen Hillenburg afirmó que ninguno de los personajes de la serie es homosexual, lo que atrajo a los fanáticos con su estilo de vida extravagante y su actitud tolerante.

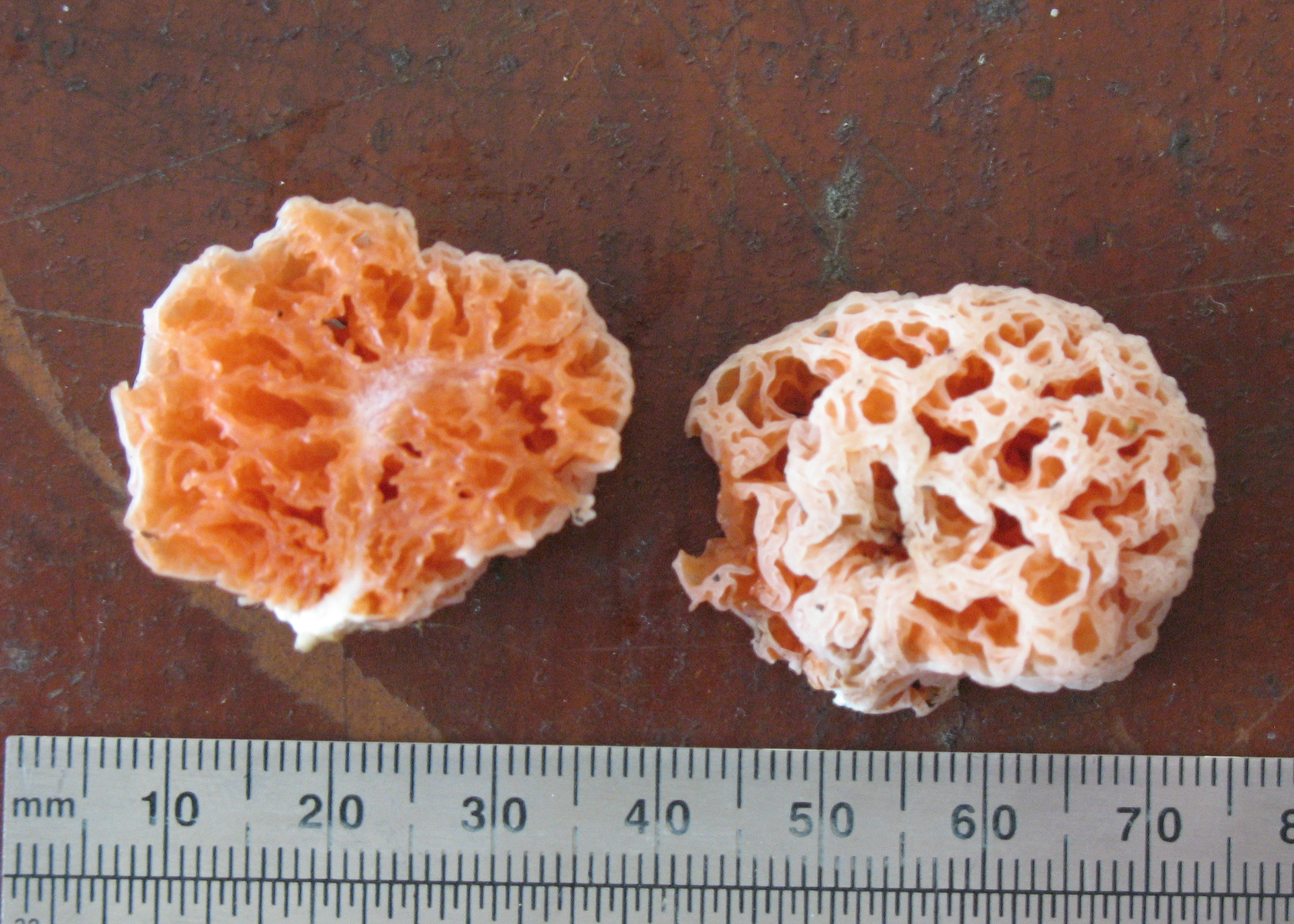
Spongiforma squarepantsii es una especie de hongo que lleva el nombre del personaje

En julio de 2009, el museo de cera Madame Tussauds de Nueva York inauguró una escultura de cera de Bob Esponja, el primer personaje ficticio que se presentó allí. En mayo de 2011, se describió en la revista Mycologia una nueva especie de hongo, Spongiforma squarepantsii, que lleva el nombre de Bob Esponja. Los autores señalan que el himenio, cuando se ve usando microscopio electrónico de barrido, se parece un poco a un «fondo marino cubierto de esponjas tubulares, que recuerda al hogar ficticio de Bob Esponja». Aunque el epíteto fue originalmente rechazado por los editores de Mycologia como «demasiado frívolo», los autores insistieron en que «podíamos nombrarlo como quisiéramos».
El personaje también se convirtió en tendencia de moda. En 2008, el diseñador de moda estadounidense Marc Jacobs se hizo un tatuaje de Bob Esponja en su brazo derecho. Explicó que «acabo de trabajar con Richard Prince en la colaboración para Louis Vuitton y Richard ha hecho una serie de pinturas de Bob Esponja. En nuestra conversación mencionó cómo veía el valor artístico de Bob Esponja como caricatura y en cierto modo, me gustó, así que lo hice». Añadió que «es gracioso». En el mismo año, A Swimming Ape lanzó zapatos con el tema de Bob Esponja. El cantante Pharrell Williams respaldó una línea de camisetas y zapatos de Bob Esponja dirigida a adultos modernos. En 2014, el personaje estaba entre los íconos de la cultura popular a los que hace referencia el diseñador de moda estadounidense Jeremy Scott en su colección debut de Moschino en la semana de la Moda de Milán.
En la plaza Tahrir de Egipto, después de la Revolución egipcia de 2011, Bob Esponja se convirtió en un fenómeno de la moda, apareciendo en diversos productos, desde hijabs hasta calzoncillos. El fenómeno llevó a la creación del proyecto de Tumblr llamado «SpongeBob on the Nile», fundado por los estudiantes estadounidenses Andrew Leber y Elisabeth Jaquette, que intenta documentar cada aparición de Bob Esponja en Egipto. Sherief Elkeshta citó el fenómeno en un ensayo sobre el estado incoherente de la política en Egipto en un periódico mensual independiente titulado Midan Masr. Escribió: «¿Por qué él [Bob Esponja] al menos no sostiene un cóctel Molotov? ¿O levanta el puño?». El fenómeno se ha extendido incluso a Libia, donde un rebelde libio vestido de Bob Esponja fue fotografiado celebrando la revolución.

## Comercialización

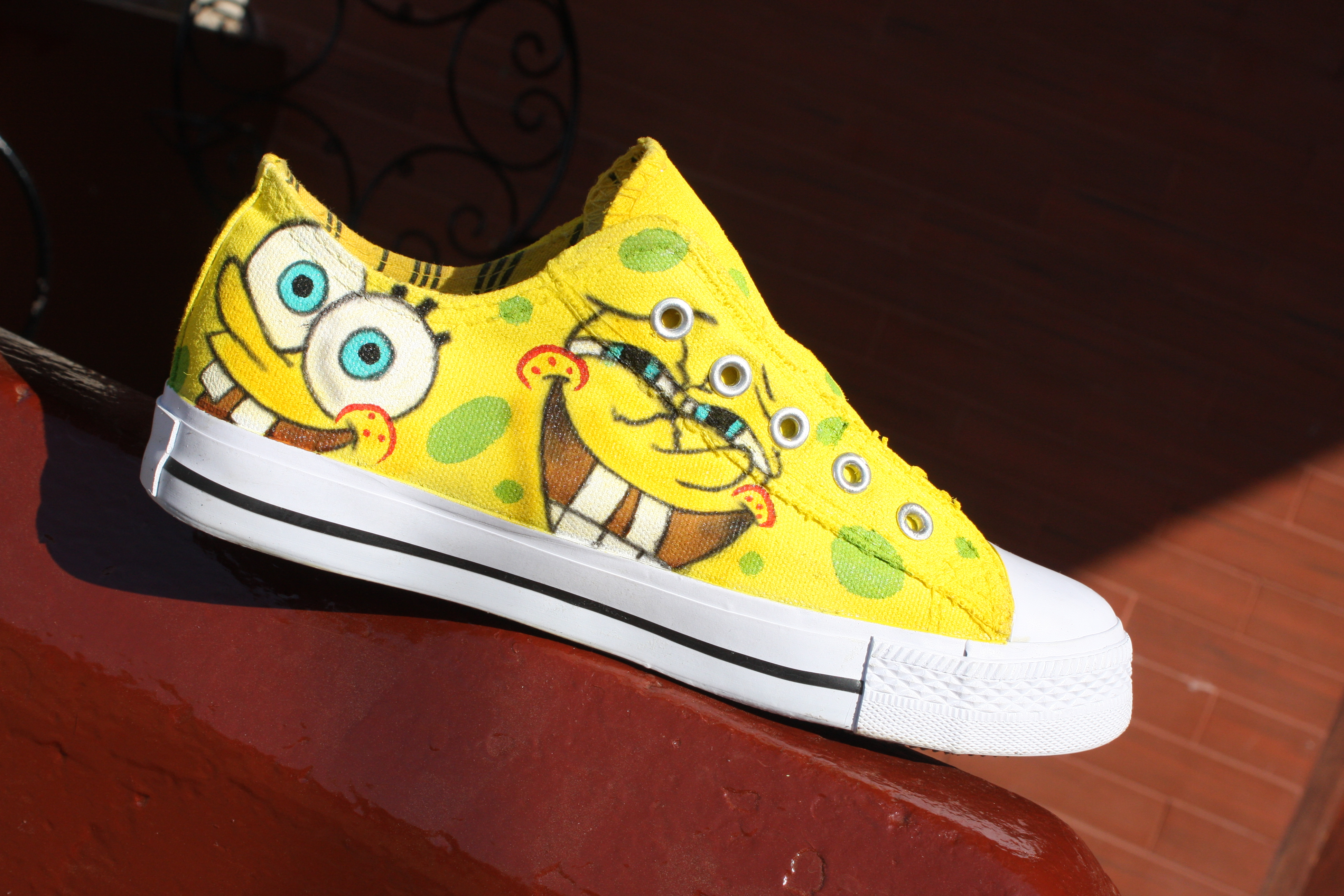
Zapatillas de Bob Esponja.

Bob Esponja se tradujo bien en ventas de mercancías relacionadas. En 2002, los muñecos de Bob Esponja se vendían a un ritmo de 75.000 por semana, que era más rápido que lo que se vendían los muñecos Tickle Me Elmo en ese momento. Bob Esponja era popular en Japón, específicamente entre las mujeres japonesas. Viacom, la empresa matriz de Nickelodeon, dirigió deliberadamente su marketing a las mujeres como una forma de construir la marca Bob Esponja. Los escépticos inicialmente dudaron de que Bob Esponja pudiera ser popular en Japón, ya que el diseño del personaje es muy diferente de los ya populares diseños de Hello Kitty y Pikachu. El personaje inspiró un producto de esponja relleno de jabón fabricado por SpongeTech.
A principios de 2009, Simmons Jewelry Co. lanzó un colgante de diamantes de 75.000 dólares como parte de una colección de Bob Esponja. El 17 de mayo de 2013, Build-A-Bear Workshop presentó una nueva colección de Bob Esponja en tiendas y en línea en Norteamérica. Bob Esponja también inspiró el diseño de un automóvil. El 13 de julio de 2013, Toyota, con Nickelodeon, reveló planes para un Toyota Highlander inspirado en Bob Esponja. El vehículo conceptual Toyota Highlander 2014 se lanzó como parte de una promoción del Día de Bob Esponja en el juego de ese día entre los Gigantes y los Padres en San Diego, y posteriormente visitó siete ubicaciones de EE. UU., incluido el Nickelodeon Suites Resort Orlando en Florida.